# Rudinka
Rudinka je naseljeno mjesto u okrugu Kysucké Nové Mesto u Žilinskom kraju u Slovačkoj.

## Stanovništvo
| Godina:     | 1993. | 2003.   | 2013.   | 2023.   |
| ----------- | ----- | ------- | ------- | ------- |
| Broj ljudi: | 388   | 384     | 396     | 402     |
| Razlika:    |       | -1,03 % | +3,12 % | +1,51 % |

| Godina:     | 2022. | 2023.   |
| ----------- | ----- | ------- |
| Broj ljudi: | 388   | 402     |
| Razlika:    |       | +3,60 % |

Prema podatcima o broju stanovnika iz 2023. godine naselje je imalo 402 stanovnika.

## Vanjske poveznice
|  | Zajednički poslužitelj ima još gradiva o temi Rudinka |

- Službena stranica naselja (sl.)